# Runic (groupe)
Pour les articles homonymes, voir Runic.
Runic est un groupe de death metal mélodique et pagan metal espagnol, originaire de la région de Castellón de la Plana.

## Biographie
Runic est formé en 2001 à Castellón de la Plana. Le style musical du groupe se définit par un mélange de death metal mélodique et épique, de viking metal, le reste étant catalogué comme pagan metal. Le groupe s'inspire des cultures anciennes, des mythologies, et de groupes death metal, black metal et folk, entre autres.
Runic enregistre et publie son premier EP Awaiting the Sound of the Unavoidable, au cours de la même année (2001). Son enregistrement est effectué aux studios Rocketes de Castellón, et produit et masterisé par Alberto Sales (Templario) et Runic. Il comprend six chansons, cinq d'entre elles étant composées par Runic, dont la chanson The Search qui est une reprise de la bande-son du film Conan le Barbare. Plus tard, Runic signe au label Indar Productions, et après avoir reçu leur soutien dans la distribution, l'album commence à apparaître dans divers magazines accompagné de critiques, d'interviews, etc.
Le groupe passe les deux années suivantes à la composition de nouvelles chansons, en jouant dans plusieurs recoins de l'Espagne, et au remplacement de certains musiciens : Vicente (guitare, 2002), Alex (sous 2003), Richarte (2003-2004), Joseph (guitare ; 2002-2006).
Au cours de la seconde moitié de 2005, Runic finalise son nouvel album, en répétant aux studios Rocketes de Castellón.
Liar Flags, le titre de leur nouvel album, comprend neuf chansons, et est publié en 2006. Il est bien accueilli par la presse spécialisée,,. Ils participent ensuite à divers festivals incluant Metalway, Ripollet, Revoltallo, et Alhama. Erzsebet Records, sous-label Indar Productions, signera ensuite le groupe.

## Membres

### Membres actuels
- Juan - voix, guitare
- Pirri - guitare
- David - basse
- Eneas - claviers
- Rivas - batterie

### Anciens membres
- Vicente - guitare (2002)
- Alex - basse (2003)
- Richarte - basse (2003-2004)
- José - guitare (2002-2006)

## Discographie
- 2001 : Awaiting the Sound of the Unavoidable
- 2006 : Liar Flags